# Vanessa Nakate
Vanessa Nakate (15 november 1996) is een Oegandese klimaatactiviste. Ze werd actief in december 2018 nadat ze bezorgd werd over de ongewoon hoge temperaturen in haar land.

## Jeugd
Nakate groeide op in Kampala en studeerde business administration aan de Universiteit van Makerere.

## Klimaatacties
Ze was geïnspireerd door Greta Thunberg en startte een eigen klimaatbeweging op in Oeganda, met een individuele staking tegen de passieve houding tegenover de klimaatcrisis in januari 2019. Gedurende maanden hield ze een eenzaam protest voor het Ugandese parlement. Geleidelijk beantwoordden andere jongeren haar oproepen op de sociale media om de aandacht te vestigen op de problemen van het regenwoud in het Kongobekken. Nakate stichtte het Youth for Future Africa en de eveneens in Afrika gebaseerde Rise Up Movement.
In december 2019 was Nakate een van de jeugdige activisten die de COP25 in Madrid toesprak.
Begin januari 2020 publiceerde ze samen met twintig andere jongeren vanuit verschillende landen een open brief aan de deelnemers van het World Economic Forum, waarin bedrijven, banken en regeringen worden opgeroepen om onmiddellijk elke investering in fossiele brandstoffen stop te zetten. Ze verbleef in het Arctic Basecamp in Davos; de afgevaardigden namen daarna deel aan de klimaatmars op de laatste dag van het Forum.
In maart 2022 vielen Oegandese milieuactivisten het megaolieproject TotalEnergies in Oost-Afrika aan. De Franse Nationale Vergadering ontving vier vooraanstaande jeugdactivisten om bij de regering te lobbyen om een standpunt in te nemen over het project. Vanessa Nakate was een van hen. In november 2022 sprak ze op COP27 in Egypte waarbij ze de wereldleiders hekelde voor het blijven steunen van nieuwe kolen-, olie- en gasprojecten ondanks overweldigend bewijs dat het winnen en verbranden van meer fossiele brandstoffen de dodelijke klimaatchaos zal verergeren.

## Motivatie
Haar motivatie wordt ingegeven door het feit dat klimaatverandering in haar land leidt tot overstromingen en droogte, met als gevolg sterke stijging van voedselprijzen die vooral de armsten treft. De koolstofemissies worden nochtans veroorzaakt door de rijkste landen en de rijkere mensen in ontwikkelingslanden.

## Boek
In 2021 publiceerde Nakate het boek A Bigger Picture – My fight to bring a new African voice to the climate crisis. Dit is in 2024 in Nederlandse vertaling verschenen als Klimaatcrisis kent geen grenzen - De Afrikaanse stem in de strijd om klimaatrechtvaardigheid bij Uitgeverij Grondwerk.